# 前庭皮質
前庭皮質（ぜんていひしつ、英: Vestibular cortex）とは、前庭からの入力を受ける大脳皮質領域の総称である。

## 概要
末梢で発生した体性感覚（例: 触覚）が大脳皮質の一次体性感覚野へ伝わるように、各種の感覚は対応する大脳皮質領域をもつと考えられている。そのうち前庭器官に対応する大脳皮質領域は前庭皮質と呼ばれる。
歴史的には、前庭皮質の存在に疑問がついていた。なぜなら半規管（角速度）と耳石（加速度）からなる前庭は、脳幹を介して姿勢・歩行・視線を制御すると考えられてきたからである。しかし記憶や学習といったより高次の機能にも前庭からの情報が利用されていることがわかり、他の感覚が集積されている大脳皮質に前庭の情報を処理する領域が存在すると推測された。

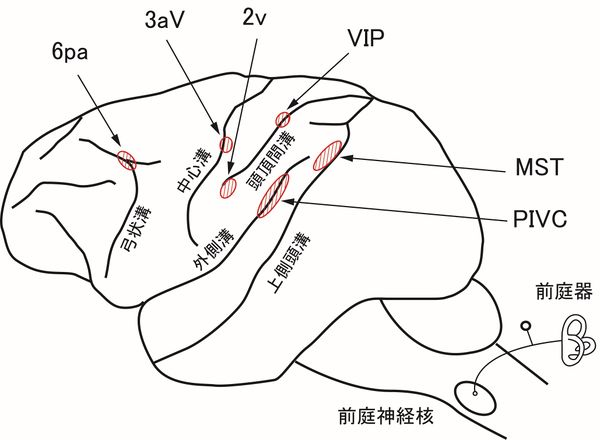
大脳前庭野（サル）[https://bsd.neuroinf.jp/wiki/%E5%B9%B3%E8%A1%A1%E8%A6%9A#cite_note-ref2-3

霊長類（サル）やヒトを用いた研究により、前庭の情報は空間的に離れた複数の大脳皮質領域へ伝達されていることが明らかになっている。前庭からの情報はまず脳幹神経核群へ伝わり、さらに視床の広い領域へ伝わる。大脳皮質では中心後溝（Postcentral sulcus）から頭頂間溝（Intra-parietal sulcus, IPS）にわたる2v野、中心溝の底部である3av野、シルビウス裂とその周囲皮質などが前庭情報を受け取る。特にシルビウス裂の中心~後部にわたる領域は前庭刺激に対する非常にロバストな応答を見せることから、ヒトでは 頭頂葉-島前庭性皮質（parieto-insular vestibular cortex、PIVC）と呼ばれる。
前庭由来の情報は他の感覚情報がもつ"曖昧さ"の解決に役立つ。例えば物体が身体の近くへ寄ってきた（ことを視覚で認知した）とき「自分の身体が寄ったのか」あるいは「物体が寄ってきたのか」を判断するには身体の運動方向に関する情報が必要である。ゆえに脳はどこかの領域において視覚情報と前庭情報を統合する必要がある。

## 実体
前庭皮質は領域の総称である。近年の研究により前庭の情報を受け取る領野の具体的な位置・機能が解明され始めている。
- 頭頂葉-島前庭性皮質（parieto-insular vestibular cortex、PIVC）
- posterior insular cortex area (PIC)
- VIP野（ventral intraparietal area）

## 研究手法
前庭皮質を同定するためには、前庭刺激を行う必要がある。実験的な介入を含めて複数の手法が用いられる。
- 能動的/受動的頭部運動: 頭部（ごと身体）を動かすことができる環境でのみ可能。通常のfMRIは困難。
- Caloric vestibular stimulation: 外耳道の加熱/冷却による前庭の活動制御。半規管（主に水平方向分）内のリンパ液が熱により対流を起こし、加熱なら神経の脱分極、冷却なら過分極を起こす[2]。臨床におけるカロリックテスト。
- 前庭電気刺激（Galvanic vestibular stimulation、GVS）: 前庭の電気刺激による前庭感覚の誘起 [4]。乳様突起近辺を皮膚越しに電気刺激する。

## 視覚処理との関わり
ヒトは空間あるいは自己の運動（self-motion）を認識するために前庭情報と視覚情報の両方を利用・統合していると考えられている。ある種の視覚刺激が引きおこす「自分が動いている」という感覚（ベクション）は視覚による自己運動認識の一例である。
脳幹の前庭神経核には内耳の感覚神経以外にも様々な感覚入力が投射している。視覚刺激に応じてOKRを司るニューロンが活性化することから、前庭情報と視覚情報の統合は脳幹においておこなわれると考えられていた。しかし近年の研究により、目の制御を司らないタイプの前庭神経核ニューロンは視覚刺激に応答しないことが判明した。ゆえに前庭情報と視覚情報の統合はより高次の領域、たとえば前庭皮質において行われると考えられている。

### 前庭情報を視覚情報を受け取る皮質（visual‐vestibular cortexとも）
- medial superior temporal area (ヒト: hMST[7], マカク: dorsalMST / MSTd)[8]
- ventral intraparietal area (ヒト: hVIP[9], マカク: VIP): ヒトの場合はvestibular入力が弱くまだはっきりとしていない
- posterior insular cortex (PIC)
- 7a (posterior parietal association cortex)[10]
- superior temporal polysensory area

### この分野の参考文献
- Andrew T. Smith; Mark W. Greenlee; Gregory C. DeAngelis; Dora E., Angelaki「Distributed Visual–Vestibular Processing in the Cerebral Cortex of Man and Macaque」『Multisensory Research』第30巻第2号、Brill、2017年、91-120頁、doi:10.1163/22134808-00002568、ISSN 2213-4794。

- A. M. Wirth, et al. (2018) White matter connectivity of the visual‐vestibular cortex examined by diffusion‐weighted imaging. Brain Connectivity
  - PIVCおよびPICと他領野の結合をDWIで同定。
- K. E. Cullen. (2012) The vestibular system: multimodal integration and encoding of self-motion for motor control
  - 前庭情報と他感覚情報の統合に関する広域review.

## 関連文献
- 花川隆「前庭・平衡機能のイメージング研究の現状」『Equilibrium Research』第71巻第2号、日本めまい平衡医学会、2012年、115-119頁、doi:10.3757/jser.71.115、ISSN 0385-5716。

## 関連事項
- 現象
  - 乗り物酔い

- 器官・部位
  - 前庭
    - 三半規管

  - 内耳神経（第VIII脳神経、聴神経とも）
  - 前庭神経核
- 感覚
  - 平衡感覚
  - 空間識
    - 空間識失調（バーティゴ）